# 霰彈槍

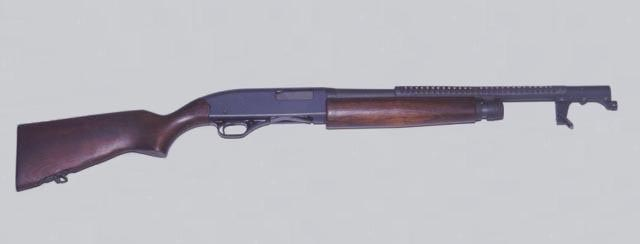
雷明登870泵動式霰彈槍

霰彈槍，简称霰槍，又称霰弹猎枪，是一種並以發射霰彈為主的長管槍械，一般外型和大小與步槍相似，但槍管明顯較为粗大而且通常为滑膛。因為常常用於指向射擊，大部分型號無標尺，少部分更無準星。
霰弹枪发射的子彈為霰彈，霰彈彈丸（shot，通常为铅制）直径（即铅径）远小于枪管口径，在枪口处可以使用喉缩（choke）来稍微收窄枪口来限制弹丸的扩散程度。枪管口徑最大可以達到26.72（1.052英寸），但最常见的口径是12 Gauge（18.53或0.730英寸）和20 Gauge（15.63或0.615英寸）。有一些特制的霰弹枪管配有膛线，用来发射单个弹块（slug），这种线膛型号也俗称块弹枪（slug gun）。

## 構造和分類

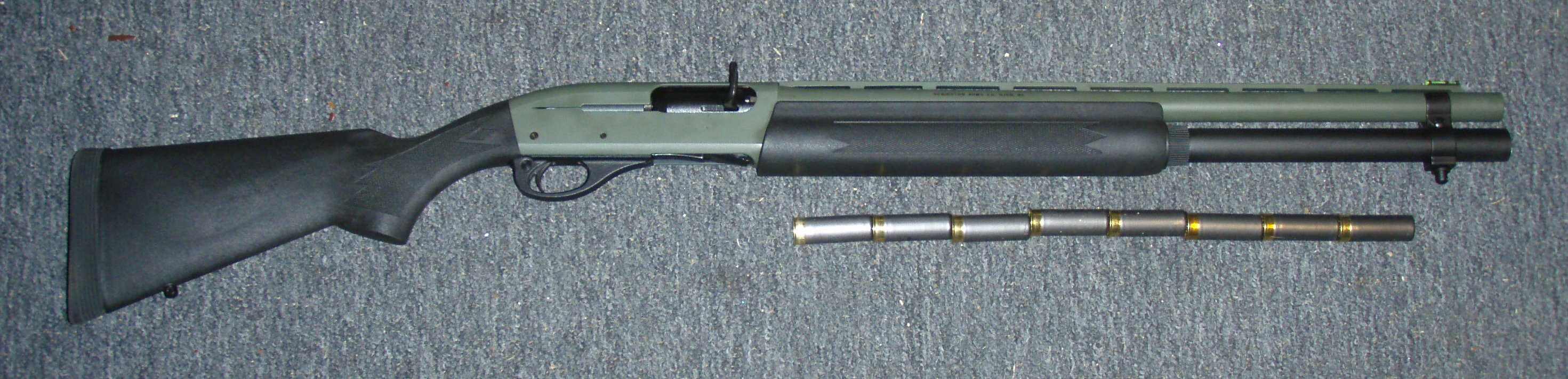
雷明登1100半自動霰彈槍和其彈藥

一般最常見的霰彈槍，可分為狩獵、競技、軍事及防暴治安用途。
本槍型具有口徑很大但初速較低的特性。槍口動能與狙擊步槍相仿，但因為发射的抛射物质量较大因而初速低，加上气动性较差而不突出貫穿和遠射效果，而很易把能量都釋放在近距離的目標上，在近距離的殺傷力極大，也適合射擊飛快的目標，但在對遠距離或被防護良好的目標無效。
單發霰彈槍大部分為單管或雙管，無裝填裝置，僅有擊發膛針等。其槍管幾乎為滑膛管，因其無裝填裝置，所以輕巧方便，常受到民間的喜愛，用於打獵及自我防衛等。
狩獵用霰彈槍按賽例多半使用單發後裝的構造，一般是採用雙槍管設計，而每支槍管都設有獨立的發射機構，多是拗開機匣和槍管中間的鉸來退殼和重新上彈。
而雙管又分為上下和水平排列兩種構造，水平式的多用來狩獵。上下排列的主要用來射擊運動中的飛靶練習或競賽。
而軍警用途多是使用泵動式槍機，在槍管下方前後拉推活動式護木包圍的固定管式弹仓，無需纵旋就可重新完成退殼和上膛的動作。
較新的其他尚有使類似自動步槍、半自動步槍、左輪手槍的運作結構，這些設計多用於軍隊及特警隊用途。亦有些霰彈槍可以選配特制的槍口裝置以控制彈丸的擴霰角度和方向，如喇叭型和喉縮型等，而民用還有橢圓型的槍膛，或者更換不同長度和口徑的槍管。
在發射霰彈塊（獨頭彈）時還可以配用有膛線、準星、標尺甚至瞄準鏡的槍管，可借用霰彈槍的大口徑但低初速的特性，发挥近距离停止力的优势，打破門窗的锁或铰链，而不會像普通的狙擊步槍的子彈單純貫穿目標，亦可較易殺傷大型動物。
若將低射速40毫米榴彈彈體改裝，亦可成為霰彈槍平射使用。

## 歷史

### 現代霰彈槍的出現
起初槍械是無膛線的鳥銃，雖有膛線的早期前裝霰裝彈藥的步枪精度較好，但每次重新裝彈都比滑膛槍慢，所以軍隊仍然是以滑膛槍為主力。但到了十八世紀後膛步槍和十九世紀定裝彈藥的出現，所以不論有無膛線對裝彈也沒有關係。滑膛槍才退出制式武器列裝，而專用來發射霰彈的霰彈槍才出現，而且只限於用來射擊快速移動空中目標，如鳥類和定向飛行泥碟靶。
十九世紀後期美國，出於未受射擊訓練的平民自衛需要，出現了一些早期多發式霰彈槍，例如搖桿式槍機或四管單發霰彈槍，到十九世紀末出現了泵動式槍機和使用無煙火藥發射，確立了現代化霰彈槍的基本設計和原理。

### 兩次大戰時代
到了第一次世界大战時，手動步槍比同期的手枪射速慢而不太適合塹壕戰，軍隊需要一種可以手持著沖鋒或防禦陣地的槍械，其必需要能夠在極短時間內拋多個彈頭，於是霰彈槍成為了一戰的單兵常用武器之一。當中泵動式設計的Winchester M1897便被美軍大派用場，並且因為其勝利使美國一次大戰結束後，推遲了接受湯普森衝鋒槍的計劃，而改為裝備了Winchester M12。至於同期的自動步槍因為過於笨重，多用作支援進攻或陣地防禦並用作輕機槍用途。
儘管早期有如白朗寧Auto-5等半自動型號問世，而且絕對來說也受到歡迎，但都因為不同種類彈退殼不順，並未被普遍軍警當制式裝備採用。
為了在保障退殼暢順的條件下增加射速，當時的做法是把擊發裝置設計成可以「撞火」，即只要持續地按著板機不放，不斷地進行前後地推拉護木，便可以變相達成半自動射擊的高射速。而缺點是這樣猛烈的動作，很易把槍口脫離目標射線，又容易損壞槍機。
在近距離以彈頭計算，霰彈槍能一次射出多個彈頭，以一般作戰用的鹿彈每個有9至12個直徑7至8毫米級的彈丸，每個彈丸的能量相當於普通的手枪子彈，實際射速快於一般的衝鋒槍。即使是發射率計算，當時的泵動式霰彈槍因為只需要前後拉推動作，比使用旋轉後拉式槍機的手動步槍作戰射速仍然高很多。但霰彈槍先天不適射擊單個目標，遠距離的精度較差，所以在一次大戰後有較多國家接受冲锋枪，而第二次世界大战時更出現了突击步枪並被各國廣泛採用，且火力及壓制能力都比霰彈槍為高，於是大部分國家也減小了霰彈槍的服役數量。

### 當代
二次大戰後各國警隊需要可壓制武力的武器，於是霰彈槍便成為各國警察的制式裝備之一。
起初因為不知道霰彈槍可以發射小顆粒的霰彈，一戰中被鹿彈擊中的人都被打成蜂窩，所以霰彈槍曾被誤會是危險的殺人武器，但後來當美國廣泛用於一般人自衛和監獄中鎮暴後，英國也開發出忌連拿警用槍，算是歐洲首先出現的制式化警用霰彈槍。

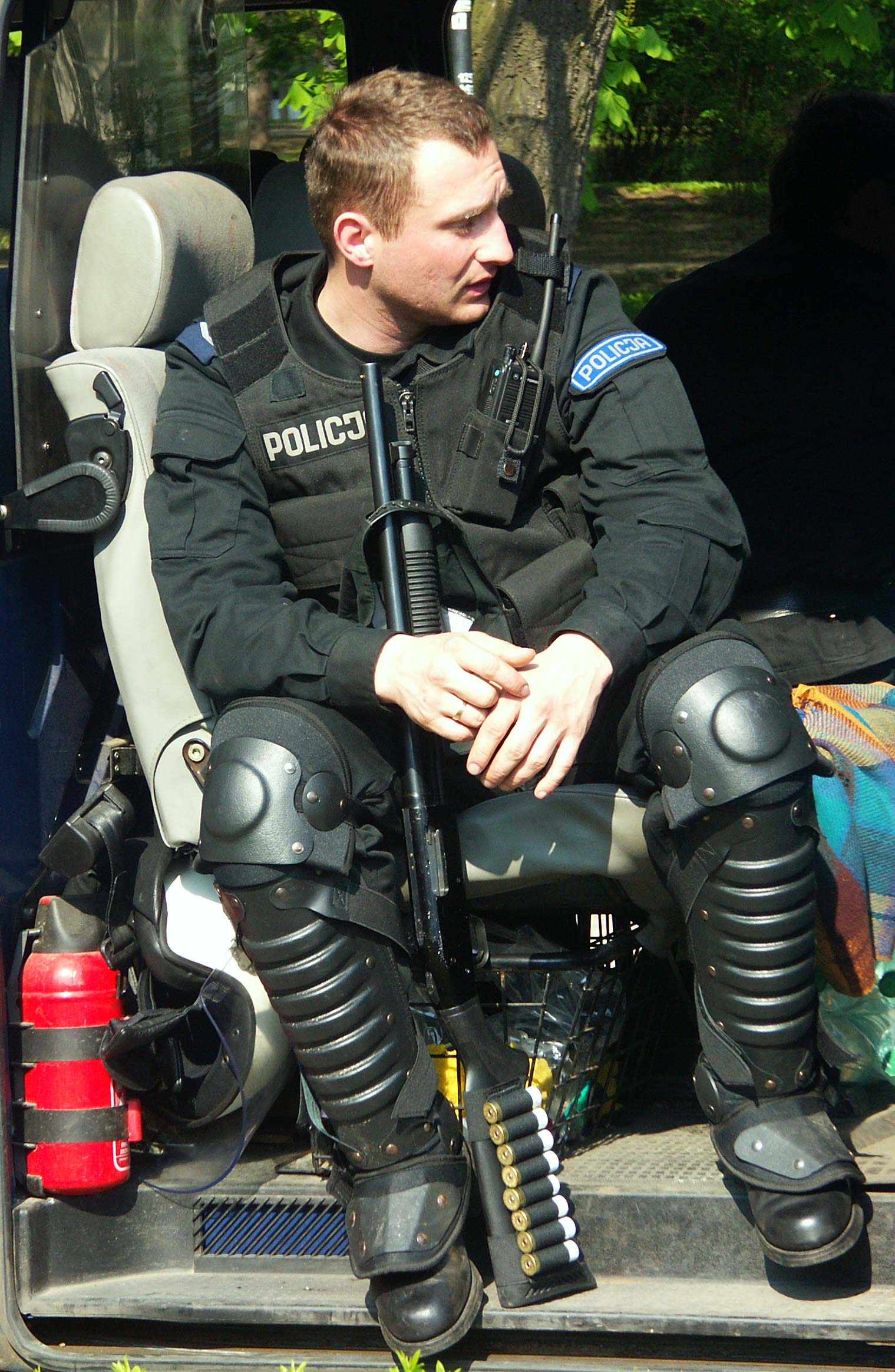
裝備霰彈槍的波兰警員

霰彈槍的大口徑可以用來發射各種非致命性彈藥，包括鳥彈、木棍彈、豆袋彈、催淚彈（CS氣體槍榴彈）、鹽彈、塑膠棒式子彈等，並能產生極大的槍口動能，亦可發射低初速極大口徑的霰彈塊（高能量實心彈頭），可用來破壞整道門、窗、木版或較薄的牆壁，使警員可以快速進入匪徒巢穴或劫持人質場所，因此成為特警隊甚至軍中的特種部隊重要的破門工具。
有致命性的彈藥有鏢彈、布倫內克（Brenneke）、近距離發射的00號鹿彈。

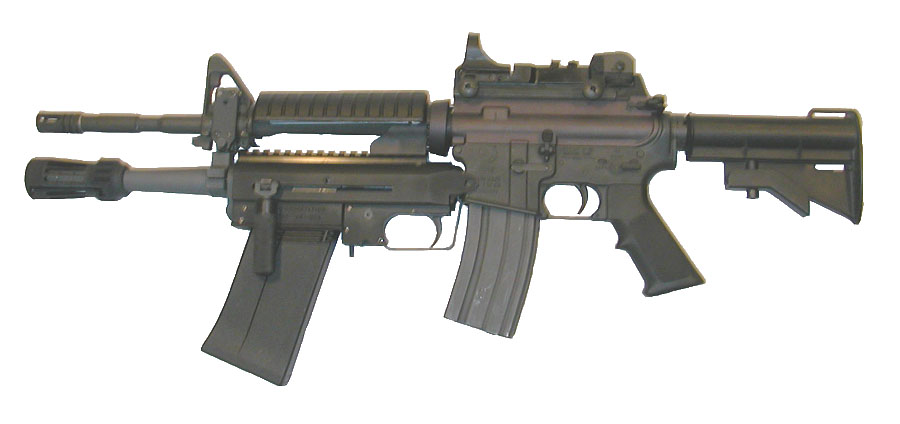
裝上M26模組配件霰彈槍系統的M4卡賓槍

1960年代，因為開發了可容易退殼和重裝的塑料和紙制霰彈殼，軍用的型號開始接受為類似半自動步槍及左輪手槍的供彈方式，部分甚至在具有連射能力下仍保持泵動機構以適應不同彈藥，還有些使用無托結構（犢牛式）或有可折疊或伸縮的槍托。
到1970年代，美國更推出外型與突击步枪相似、採用可拆式彈匣的全自動霰彈槍AA-12自動霰彈槍，其後亦有新式的彈藥如集束箭形彈和鎢合金彈丸問世，大大提高了霰彈槍的精度和貫穿能力。
近年的新設計是仿效傳統步枪下掛榴彈發射器方式，使到霰彈槍和突击步枪合一，如Masterkey槍管下掛式霰彈槍。但較新型的M26霰彈槍不同M203榴彈發射器，本身仍然可以安裝槍托和手槍握把獨立地使用。

### 引用
1. ↑  CMEX中文數位化技術推廣基金會. . dict.revised.moe.edu.tw.   [2024-03-12]. （原始内容存档于2024-03-12） （中文（臺灣））.
2. ↑  . dict.revised.moe.edu.tw.   [2025-01-05] （中文（臺灣））. 可發射子彈以射擊目標的武器。口徑一般在十一厘米以下。如：「步槍」、「手槍」、「散彈槍」、「槍炮彈藥」。
3. ↑  . 財政部關務署.   [2025-01-05] （中文（臺灣））.
4. ↑  . 財政部.   [2025-01-05].
5. ↑   (PDF). 中華民國國防部-全球資訊網. 中華民國國防部. 2022  [2025-01-05] （中文（臺灣））.
6. ↑   (PDF). 臺北市政府全球資訊網.   [2025-01-05] （中文（臺灣））.
7. ↑   (PDF). 行政院公報資訊網. 行政院. 2007-11-06  [2025-01-05] （中文（臺灣））.
8. ↑  . 政府電子採購網. 2022-06-27 （中文（臺灣））.
9. ↑  . 全民國防教育網.   [2025-01-05] （中文（臺灣））.
10. ↑   (PDF). 貨品分類管理系統. 經濟部國際貿易署.   [2025-01-05] （中文（臺灣））.
11. ↑  . 經濟部國際貿易署貨品分類管理系統.   [2025-01-05].
12. ↑  . 中央社 CNA. 2017-06-02  [2025-01-05] （中文（臺灣））.
13. ↑  . 自由時報電子報. 2023-11-30  [2025-01-05] （中文（臺灣））.
14. 1 2  叶攀 (编). . 中国新闻网. 2023-01-11  [2024-04-05]. （原始内容存档于2024-04-05）.
15. ↑  回春.为“霰”字正音[J].陕西医学杂志,1990(11):45.
16. 1 2  陈至立 (编). . . 上海: 上海辞书出版社. 2019  [2024-03-12]. ISBN 978-7-5326-5325-6. （原始内容存档于2024-03-12）.
17. ↑   11. 上海辞书出版社. : 730.
18. ↑  （美）苏珊·诺伦-霍克西玛. . 由邹丹 等翻译. 北京: 人民邮电出版社. 2017-03: 283. ISBN 978-7-115-44838-5. ……他却拥有三把手枪和一杆霰弹猎枪，……
19. ↑  Aspyr.  . 2024-02-14. 古墓丽影I, 第3关 失落的山谷. 在收集零件之前先找到霰弹猎枪